# Maundo
Maundo ist ein Verwaltungsbezirk (englisch Ward) des Distrikts Tandahimba in der tansanischen Region Mtwara.

## Geografie
Maundo liegt im Südosten von Tansania etwa 15 Kilometer Luftlinie südlich der Distrikthauptstadt Tandahimba. Der größte Fluss ist der Rovuma, der die Grenze im Süden bildet. Der Bezirk grenzt im Norden an Namikupa und Naputa, im Osten an Mkoreha, im Süden an Mosambik, im Westen an Mchichira und im Nordwesten an Kwanyama. Bei der Volkszählung 2022 lebten 13.928 Menschen in 4163 Haushalten auf einer Fläche von 98 Quadratkilometern.

## Gliederung
Der Bezirk besteht aus fünf Gemeinden (Mtaa) mit 25 Orten (Kitongoji):
| Maundo - Dodoma - Songambele - Nanguruwe | Namahonga - Chikumbililo - Madina - Riziki - Ilala - Bandari | Chang'ombe - Tandika - Juhudi - Kazimoto - Niamoja - Jiendeleze | Kunandundu - Kiyangu - Kunandundu - Msasani - Madukani - Mji Mpya - Kilimahewa | Chiumo - Milumba - Kongo - Mbuyuni - Namungula - Wiba - Maundo Chini |

## Infrastruktur
- Bildung: Die Maundo Secondary School ist eine staatliche weiterführende Tagesschule mit einer Ausbildung bis zur 4. Stufe.[8]
- Gesundheit: Im Bezirk gibt es eine staatliche Apotheke.[9]